# شويعرة أريزونا
شويعرة أريزونا (بالإنجليزية: Arizona Brome)‏ نوع نباتي يتبع جنس الشويعرة من الفصيلة النجيلية.

## الموطن والانتشار
الموطن الأصلي لهذا النوع هو ولايتا أريزونا وكاليفورنيا الأمريكيتين وولاية باخا كاليفورنيا (كاليفورنيا السفلى) في المكسيك.

## الوصف النباتي
النبات حولي ارتفاعه 40-90 سم. النورة سنبلة منتتشرة ومتشعبة. السنيبلات منبسطة يبلغ طول حسكها 1.5 سم.